# Ercole e Anteo (Antonio del Pollaiolo Bargello)
Ercole e Anteo è un bronzetto (altezza 45 cm) di Antonio del Pollaiolo, eseguito verso il 1475 e conservato nel Museo del Bargello a Firenze.

## Storia
L'opera, che riprende un motivo classico sia nel tema che nella tipologia di oggetto, venne commissionata direttamente da Lorenzo il Magnifico. In essa si leggono influssi dell'Accademia neoplatonica legati alla rilettura dei miti classici in chiave filosofica cristiana e al mito della rievocazione dell'antico come testimonianza di un'armonia estetica perduta. La stessa nudità dei protagonisti rimanda al mondo antico.

## Descrizione e stile
Secondo la mitologia greca, Ercole si trovò a dover lottare nel deserto libico contro il gigante Anteo, figlio di Poseidone, dio del mare, e di Gea, dea della terra. Anteo era solito sfidare tutti i passanti per ucciderli e collezionarne i teschi, aiutato dall'invincibile forza che gli dava la madre terra al semplice contatto. Per batterlo Ercole fu quindi costretto a sollevarlo, privandolo della sua fonte di forza e riducendolo a un semplice uomo, che fu poi facile schiantare in aria. Il bronzetto mostra il momento il cui Ercole, riconoscibile per il mantello della leonté, ha sollevato Anteo, cingendolo con forza alla vita, e questi cerca di divincolarsi disperatamente irrompendo in un grido che preannuncia la sua imminente sconfitta.
L'impresa dell'eroe era letta dai neoplatonici come simbolo della lotta tra un principio superiore e uno inferiore, secondo l'idea di una continua tensione dell'animo umano, sospeso tra virtù e vizi; l'uomo in pratica era tendenzialmente rivolto verso il bene, ma incapace di conseguire la perfezione e spesso insediato dal pericolo di ricadere verso l'irrazionalità dettata dall'istinto; da questa consapevolezza dei propri limiti deriva perciò il dramma esistenziale dell'uomo neoplatonico, consapevole di dover rincorrere per tutta la vita una condizione apparentemente irraggiungibile.
Pollaiolo, che in quegli stessi anni trattò il medesimo soggetto anche in una celebre tavoletta dipinta ora agli Uffizi, sviluppò il tema ricorrendo due corpi inarcati in direzioni opposte, con gli arti e la direzione degli sguardi che generano linee di forza spezzate ad angolo acuto e una forte gestualità, trasmettendo il senso di movimento drammatico. La straordinaria resa anatomica dei dettagli come i muscoli e i tendini in tensione per lo sforzo usa linee nette che quasi "scarnificano" il modello e genera un senso di energia esplosiva, di un vigore nuovo nel panorama della scultura rinascimentale. La libera proiezione dei due corpi nello spazio si percepisce in particolar modo ruotando attorno all'opera e cambiando l'angolo di veduta, secondo le avanzate teorie sulla scultura derivate dal De statua di Leon Battista Alberti (1462).
La base, a forma di prisma triangolare, poggia su tartarughe, un motivo che ebbe fortuna e venne ripreso anche nel secolo successivo.